# Damulog, Bukidnon
Damulog là một đô thị hạng 4 ở tỉnh Bukidnon, Philippines. Theo điều tra dân số năm 2000, đô thị này có dân số 20.332 người trong 4.073 hộ.

## Các đơn vị hành chính
Damulog được chia thành 17 barangay.
| - Aludas - Angga-an - Tangkulan (Jose Rizal) - Kinapat - Kiraon - Kitingting - Lagandang - Macapari - Maican | - Migcawayan - New Compostela - Old Damulog - Omonay - Poblacion (New Damulog) - Pocopoco - Sampagar - San Isidro - Kibawe |